# Anders Jakob
Anders Jakob (* im 19. Jahrhundert; † im 20. Jahrhundert) war ein deutscher Eishockeyspieler. Er war auch als Emil Jacob bekannt und wurde in die Hockey Hall of Fame Deutschland aufgenommen.

## Karriere
Jakob war nachweislich von mindestens 1908 bis 1914 für den Berliner Schlittschuhclub aktiv, mit dem er 1912, 1913 und 1914 drei Mal in Folge die deutsche Eishockey-Meisterschaft gewann. Jakob wurde auf der Position des Stürmers eingesetzt, als Center und rechter Flügel.
Als Nationalspieler vertrat er das deutsche Reich bei den Europa-Meisterschaften 1910 und 1912, wobei bei beiden Turnieren die Silbermedaille gewonnen wurde. Allerdings wurde die Austragung 1912 nachträglich annulliert.
Später diente er im Ersten Weltkrieg und erhielt für seine Verdienste das eiserne Kreuz.